# 綱紀粛正
綱紀粛正（こうきしゅくせい）とは、規律を正すこと。
第27代内閣総理大臣となった濱口雄幸は 「十大政策綱領」を掲げ、その一つに綱紀の粛正を掲げた。